# Nedre Lokflotjärnen
Nedre Lokflotjärnen är en sjö i Strömsunds kommun i Jämtland och ingår i Ångermanälvens huvudavrinningsområde.